# Гелена Медьєші
Гелена Медьєші (русин. Гелена Медєши, серб. Хелена Међеши, 13 лютого 1948, Руський Крстур, Воєводина, Югославія) — сербська лінгвістка і редакторка, лекторка и перекладачка. Дослідник бачвансько-русинської групи діалектів української мови, авторка та співавторка численних праць (в тому числі словників).

## Біографія
Народилася в Руському Крстурі під ім'ям Гелена Папгаргаї. Закінчила основну школу з бачвансько-русинською мовою викладання. В Сомборі закінчила учительську фахову середню школу, після чого — філософський факультет Новосадського університету за фахом «Південнослов'янські мови» (1967—1971). Потім закінчила аспірантуру за фахом «Соціологія мови» на філологічному факультеті Белградського університету (1980—1982). Захистила магістерську роботу за темою «Русинсько-сербський білінгвізм і проблема інтерференції».

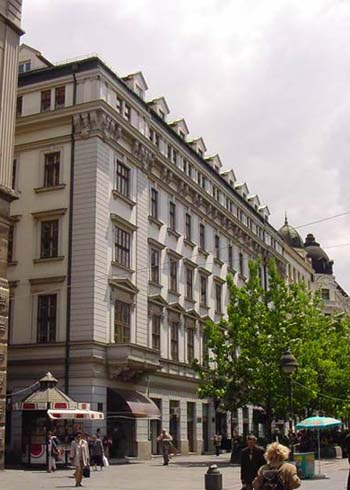
Філологічний факультет у Белграді

Була головною редакторкою тижневого видання «Руске слово» (1998—2000). Також була лекторкою і перекладачкою Воєводинського секретаріату освіти і етнічних меншин в Новому Саді. Підготувала підручник для русинських шкіл, який вийшов у педагогічному видавництві в Новому Саді Була активною учасницею наукових проектів, лінгвістичних, перекладацьких і педагогічних організацій.
За внесок у розвиток русинської мови відзначена Нагородою імені св. Кирила і Мефодія, яку присуджує Карпато-русинський науковий центр у США.
Зараз на пенсії.

## Лінгвістичні праці
Гелена Медьєши є авторкою близько 80 статей про русинську мову, опублікованих в русинськомовних і сербських періодичних виданнях і наукових журналах за межами Сербії.

### У співавторстві
- Сербско-руски словнїк, I и II том (главни редактор Ю. Рамач, редактори М. Фейса и Г. Медєши);
- Правопис руского язика зоз правописним словнїком, редактори М. Фейса и Г. Медєши;
- Приручнїк за розвиванє и пестованє мацеринского и нємацеринского язика и интеркултурализма при предшколских дзецох (Микеш, М. — Медєши, Г.) «Нашо пупчата»;
- Руско-сербски словнїк (главни редактор Ю. Рамач, коавторе Г. Медєши, О. Тимко-Дїтко и М. Фейса);
- Словнїк руского народного язика (редактор Ю. Рамач);
- Словнїк медицинскей терминолоґиї (сербско-латинско-руски);
- Словнїк защити рошлїнох и животного стредку(сербско-руско-латински-анґлийски).